# Jatilawang (Wanayasa)
Jatilawang is een bestuurslaag in het regentschap Banjarnegara van de provincie Midden-Java, Indonesië. Jatilawang telt 4513 inwoners (volkstelling 2010).